# Deaflympics d'hiver de 2019
Les Deaflympics d'hiver de 2019, officiellement appelés les 19e Deaflympics d'hiver, se déroulèrent du 12 décembre au 21 décembre 2019 à Valchiavenna et à Valteline, deux villes italiennes.

## Désignation de la ville hôte
En septembre 2018, la Comité international des sports des sourds et Fédération des sports des sourds en Italie (FSSI) signent pour le projet du Deaflympics d'hiver en Italie. Puis en decembre 2018, la présidente de la Comité international des sports des sourds annonce le lieu officiel: Valchiavenna et Valteline. 

## Compétition

### Tableau des médailles
- Pays organisateur (Italie)

| Rang | Nation | Or | Argent | Bronze | Total |
| ---- | ------ | -- | ------ | ------ | ----- |
| 1    | {{}}   |    |        |        |       |